# Marionette (logiciel)
Pour les articles homonymes, voir Marionette.
 (signalé en juillet 2025).
Si vous disposez d'ouvrages ou d'articles de référence ou si vous connaissez des sites web de qualité traitant du thème abordé ici, merci de compléter l'article en donnant les références utiles à sa vérifiabilité et en les liant à la section « Notes et références ».
- Archive Wikiwix
- Bing
- Cairn
- DuckDuckGo
- E. Universalis
- Gallica
- Google
- G. Books
- G. News
- G. Scholar
- Persée
- Qwant
- (zh) Baidu
- (ru) Yandex
- (wd) trouver des œuvres sur Wikidata

Marionette est un logiciel propriétaire développé et utilisé en interne par Pixar pour l'animation de leurs longs et courts métrages. Ce logiciel n'est pas disponible à la vente et n'est utilisé que par Pixar. En conséquence, on connaît peu de choses sur Marionette, en dehors de ce qu'a communiqué Pixar. Les raisons pour lesquelles le logiciel n'est pas en vente sont le manque de ressources nécessaires pour le débogage et la volonté de ne pas donner Marionette aux studios d'animation concurrents.
Pixar a choisi d'utiliser son propre logiciel à la place des produits commerciaux disponibles et utilisés par d'autres sociétés, pour pouvoir modifier celui-ci afin de répondre à leurs besoins. Un exemple de cette possibilité de modification est présenté dans les bonus du DVD des Indestructibles, où il est expliqué que les versions précédentes de Marionette n'avaient pas réussi à étendre les modèles de la façon nécessaire pour animer Elastigirl correctement, l'équipe de Pixar a donc créé une nouvelle version incluant cette fonctionnalité.